# Ophryotrocha splendida
Ophryotrocha splendida är en ringmaskart som beskrevs av Alberto Brito och Nunez 2003. Ophryotrocha splendida ingår i släktet Ophryotrocha och familjen Dorvilleidae. Inga underarter finns listade i Catalogue of Life.